# Jõeküla (Türi)
Jõeküla – wieś w Estonii, prowincji Järva, w gminie Türi.